# Jitka Bartoničková

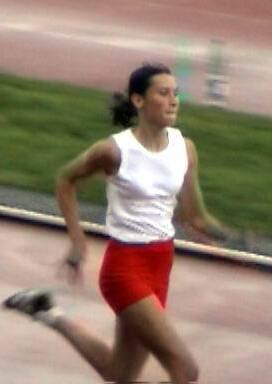
Jitka Bartoničková

Jitka Bartoničková (* 22. Dezember 1985 in Benešov) ist eine tschechische Sprinterin, die sich auf den 400-Meter-Lauf spezialisiert hat.
2005, 2007, 2008 und 2010 wurde sie nationale Meisterin. Bei den Europameisterschaften 2006 in Göteborg und 2010 in Barcelona schied sie jeweils im Vorlauf aus.
Ihr größter internationaler Erfolg bislang ist der Gewinn der Bronzemedaille mit der tschechischen Mannschaft bei den Hallenweltmeisterschaften in Doha in der 4-mal-400-Meter-Staffel.
Jitka Bartoničková wird von Martina Blažková trainiert und startet für den USK Praha.

## Persönliche Bestzeiten
- 200 m: 24,05 s, 5. Juli 2009, Kladno
- 400 m: 52,91 s, 8. August 2006, Göteborg
  - Halle: 53,55 s, 25. Februar 2007, Prag